# Neonitocris modesta
Neonitocris modesta är en skalbaggsart som först beskrevs av Fabricius 1781.  Neonitocris modesta ingår i släktet Neonitocris och familjen långhorningar.
Artens utbredningsområde är:
- Benin.
- Sierra Leone.

Inga underarter finns listade i Catalogue of Life.